# Bolotridon
Bolotridon es un género extinto de sinápsido no-mamífero.